# Religião cita

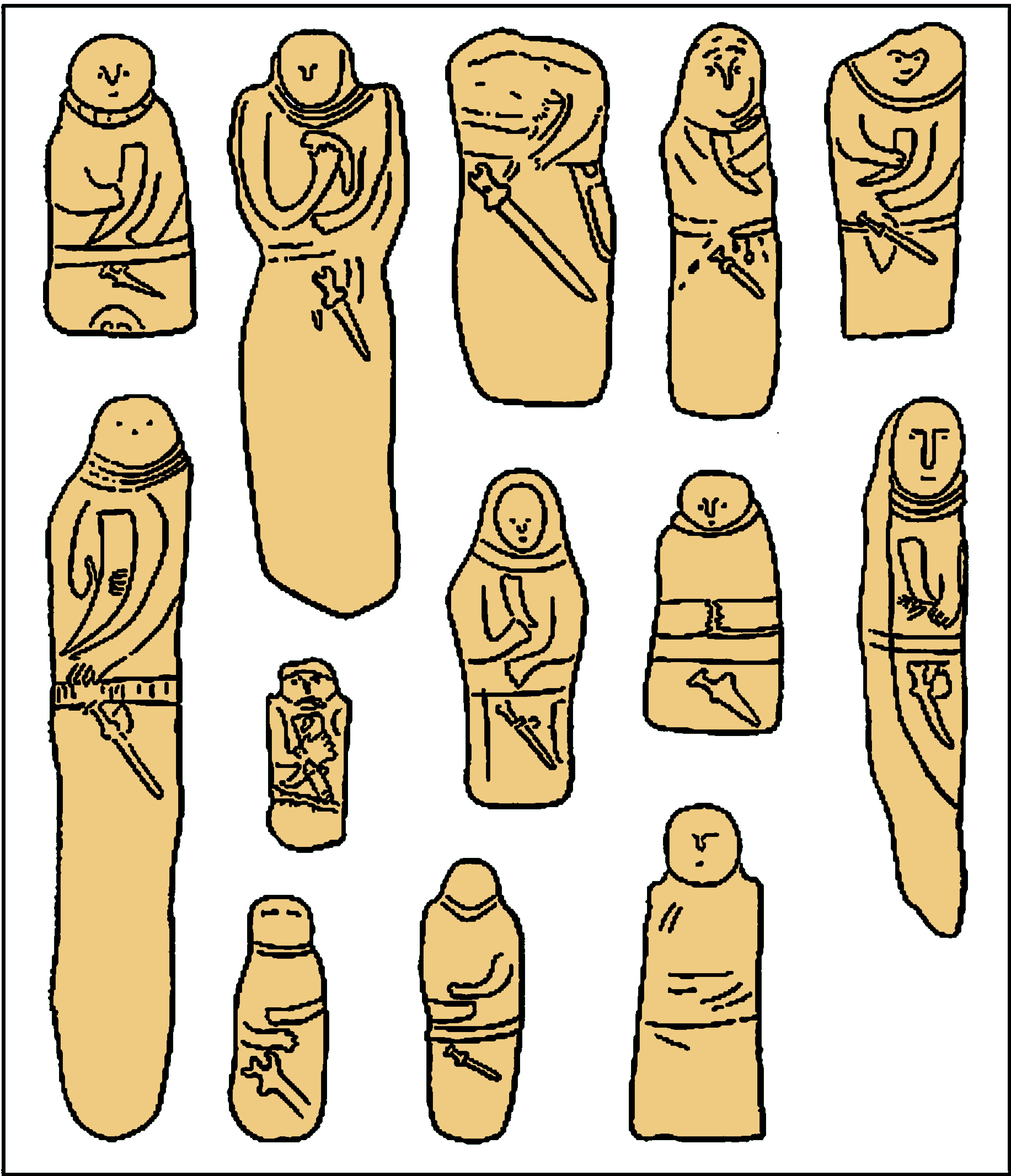
Coleção de desenhos encontrados em estelas citas, que datam de 600 a.C. a 300 d.C.; muitas mostram guerreiros, aparentemente numa representação do morto enterrado no kurgan, empunhando um copo de chifre em sua mão direita.

Religião cita refere-se à mitologia, às práticas rituais e crenças dos citas, um antigo povo iraniano que dominou a estepe pôntico-cáspia ao longo da Antiguidade Clássica. O pouco que se conhece desta religião foi extraído da obra do historiador grego Heródoto, composta no século V a.C. Presume-se que a religião cita tenha relações com a religião proto-indo-iraniana que a antecedeu, e que tenha influenciado mitologias posteriores, como a eslava e a turcomana, bem como as tradições ossetas que, acredita-se, seriam descendentes diretas da mitologia cita.

## Panteão
De acordo com Heródoto, os citas veneravam um panteão de sete deuses e deusas, que ele equiparou às divindades gregas da Antiguidade Clássica, seguindo a interpretatio graeca. Ele menciona oito divindades em especial, das quais a oitava é cultuada pelos Citas Reais, e apresenta seus nomes citas para seis deles assim:
- Tabiti - Héstia
- Papaios - Zeus
- Api - Gaia
- Oitosyros - Apolo
- Argimpasa - Afrodite Urânia
- Thagimasidas - Posídon

A estes, Heródoto acrescenta Héracles e Ares, um deus da guerra.

## Contexto arqueológico
O contexto arqueológico primário dos sacrifícios de cavalo está relacionado aos enterros, especialmente funerais de carros, porém as sepulturas com restos de cavalos datam até mesmo de períodos pré-históricos, chegando ao Eneolítico. Heródoto descreve a execução de cavalos durante o enterro de um rei cita, e sepulturas kurgan que datam da Idade do Ferro chegam a conter restos de centenas de cavalos.
Os citas tinham algum tipo de reverência ao cervo, um dos motivos mais comuns em sua arte, especialmente na arte fúnebre. O ágil animal representaria a velocidade dos espíritos dos morts, o que talvez explique os curiosos chapéus com chifres de cervos encontrados em cavalos sepultados em Pazyryk.

## Sacrifícios
A maneira com que eram realizados os sacrifícios entre os citas era, na opinião de Heródoto, relativamente simples. As vítimas a serem sacrificadas consistiam de diversos tipos de animais domésticos, embora a oferenda mais prestigiosa fosse o cavalo. O porco, por outro lado, nunca era oferecido como sacrifício, e aparentemente os citas até mesmo viam com repulsa a permanência de porcos em suas terras. Heródoto descreve assim o sacrifício entre os citas:
"(...) a vítima fica de pé, com os pés dianteiros amarrados. O que deve sacrificá-la coloca-se atrás dela e puxa a corda que lhe prende os pés, fazendo-a tombar, enquanto invoca o deus ao qual vai imolá-la. Em seguida, amarra uma corda em torno do pescoço do animal, apertando-a com auxílio de um bastão até estrangulá-lo. Não se acende fogo e nem fazem libações. Estrangulada a vítima, o oficiante esfola-a, esquarteja-a e prepara-se para cozinhá-la. (...) Quando tudo está cozido, o sacrificador faz o oferecimento dos primeiros bocados de carne e de vísceras atirando-os para a frente."

## Culto a "Ares"
Embora Tabiti aparentemente fosse a divindade mais importante do panteão cita, o culto à divindade que Heródoto se referia como "Ares" era único. Segundo o autor, "erguem estátuas, altares e templos a Marte, e somente a este." Ele descreve a construção do altar e o sacrifício realizado sobre ele assim:
"Com relação a Marte, os Citas observam o seguinte culto: num campo destinado às assembléias da nação erguem-lhe uma espécie de templo, que é preparado desta maneira: amontoam feixes de gravetos, formando com eles uma pilha de três estádios de comprimento e outros tantos de largura, mas de menor altura. Sobre essa pilha constroem uma espécie de plataforma quadrada, com três lados inacessíveis, e o quarto inclinado de maneira a poder-se por ele subir. Ali são amontoados todos os anos cento e cinqüenta carros de pequenos pedaços de madeira, para manter na mesma altura a pilha que tende a baixar sob a ação das intempéries. No alto, cada nação cita planta uma velha cimitarra de ferro, como símbolo de Marte(7), à qual fazem, todos os anos, sacrifícios, imolando-lhe cavalos e outros animais, em número maior do que aos outros deuses. Sacrificam-lhe também a centésima parte de todos os prisioneiros feitos entre os inimigos, mas a cerimônia é diferente da que procedem com relação aos animais. Fazem primeiramente libações com vinho sobre a cabeça da vítima humana, degolam-na, em seguida, sobre um vaso, e levam-no para o alto da pilha, despejando o sangue sobre a cimitarra. Enquanto o sangue é conduzido para cima, os que se acham embaixo cortam o braço direito, juntamente com o ombro, dos que já foram sacrificados, e atiram-nos para o ar. Terminado o sacrifício, todos se retiram, deixando os braços das vítimas onde foram lançados, enquanto que os corpos ficam estendidos em outro lugar."
De acordo com o historiador polonês Tadeusz Sulimirski, esta forma de culto continuou a ser realizada entre os descendentes dos citas, os alanos, até o século IV d.C.

## Enarei
Os enarei formavam uma casta privilegiada de sacerdotes hereditários que desempenhavam um papel político importante na sociedade cita, na medida em que eram vistos como detentores do dom da profecia, herdado diretamente da deusa Argimpasa. O método empregado pelos enarei era diferente do praticado pelos tradicionais adivinhos citas; enquanto estes usavam um feixe de ramos de salgueiro, os enarei usavam faixas da casca da tília para prever o futuro. Os enarei também eram célebres por se vestir com roupas de mulheres, um costume que Heródoto afirmava estar refletido no título ena-rei, que ele traduzia para o grego como ἀνδρό-γυνοι, andró-gynoi, literalmente "homem-mulher".